# Place
Place，是一個由社群網站Reddit於2017年愚人節推出的合作性專案，同時也具有社會實驗的性質。這場實驗發生在Reddit上一個稱為「r/place」的子版面，該網頁在活動期間顯示著一張畫布。該網站的註冊使用者可以從16色的調色盤中選擇一個顏色，並將畫布上的任意一個像素塗上該色。在像素被更動後，會有約5至20分鐘不等的緩衝時間，這段期間內該使用者無法再改變畫布上像素的顏色。
Place由Reddit的管理員於2017年4月3日終止，當時已經累計超過100萬位使用者參與過像素的編輯，約有1600萬個像素被放置。且當該實驗結束時，仍有超過90000位的活躍使用者正在編輯像素或檢視畫布。這場實驗被譽為是對Reddit的線上社群文化，乃至整體網路文化的絕佳呈現。
2022年3月28日，Reddit官方宣布Place將在當年的4月1日愚人節回歸，並計劃持續四天。2022年的place活动最終于4月4日凌晨结束。

## 歷屆活動

### 2017年
Place發生於一個稱作「r/place」的子版面（subreddit）中，已註冊Reddit的使用者可以改變畫布上任意一個像素的顏色。做出更動後，該使用者必須經過5至20分鐘的緩衝時間，才能繼續改變下一個像素。畫布上共有100萬（1000×1000）個像素，而可使用的像素顏色有16種。
實驗開始之初，畫布上只有零星的像素分佈，以及某些圖片創作的初步嘗試。最先成形的大型結構是自畫布右下角開始延伸的大片藍色區域（又被稱為「藍色角落」），以及對寶可夢系列致敬的相關圖像。隨著畫布的開發程度增加，許多Reddit上的子版面發起了號召行動，由社群成員協力佔領畫布，繪製與版面主題相關的圖像。例如電玩遊戲、體育隊伍、國家旗幟等。
也有許多社群是專門為了參與Place而創設，這些社群合作同樣在畫布上產生了大量像素作品，主題包括虛構角色、網路迷因、國家旗幟、LGBT驕傲旗以及著名藝術作品的再創作，如《蒙娜麗莎》和《星夜》等。畫布上亦存在許多象徵性的圖樣，例如從中央開始擴散的黑色裂縫、綠色格點、橫跨畫布的彩虹條紋、以及上文提及的藍色角落等。當實驗在2017年4月3日結束時，仍有超過90000名使用者正在檢視或編輯畫布，三天期間共有超過100萬人放置了約1600萬枚像素。

### 2022年
2022年3月28日，Reddit官方宣布重启place活动。Place活动于2022年4月1日开始，持续了87小时。画布被两次拓展以腾出更多空间，画布大小由1000×1000扩大到2000×1000再扩大到2000×2000。可用的调色板也在第二天和第三天两次扩大了，每次增加额外的8种颜色。本次活动有超过600万用户参与。在活动结束前的最后，用户被限制只能放置白色像素。最后整个画布逐渐被白色填满，恢复到原本的空白状态。

### 2023年

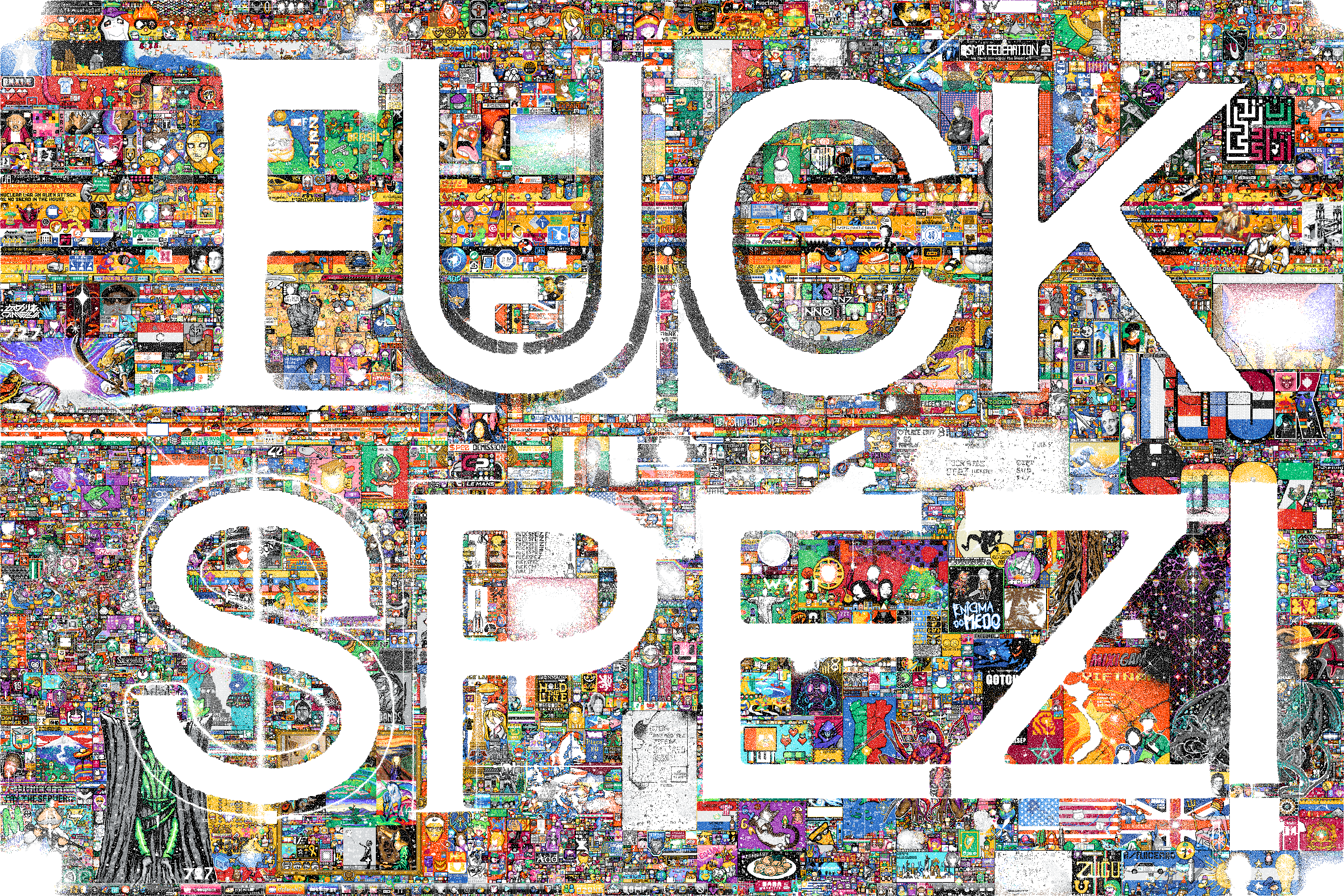
Reddit用戶在畫布上拼出巨大的FUCK SPEZ（總裁史蒂夫·赫夫曼的網名）字樣以抗議API收費政策

2023年7月20日，Reddit官方宣布重启place活动，与上次place活动结束时间仅相隔一年又三个月。本次活动被认为是因Reddit对API价格做出的调整争议导致用户流失而重启的活跃社区气氛的活动。

## 評價
Place被視為是Reddit社群的一次多元展現。影音俱樂部稱其「以良性且繽紛的方式，讓Reddit使用者們做他們最擅長的事情：為了喜歡的事物而互相爭論」。而Gizmodo則稱這是「對人們在網路上的合作能力的驗證」。許多評論者皆認為Place更廣泛地體現了網路文化。

## 外部連結
- 官方網站 （页面存档备份，存于）
- 網站技術說明 （页面存档备份，存于）
- 2022年最终画布截图 （页面存档备份，存于）
- 2017年标注版画布 （页面存档备份，存于）
- 2022年标注版画布 （页面存档备份，存于）